# 比利时国家铁路公司

铁路网

比利时国家铁路公司，简称比利时国铁（官方通常使用荷-法文連寫NMBS/SNCB，德文簡稱則為），是比利时的国营铁路运营商，总部设于布鲁塞尔。其企业标识由亨利·范·德费尔德在1936年设计并使用至今，为一个中性语言的字母B被水平置于一个椭圆形内。

## 历史

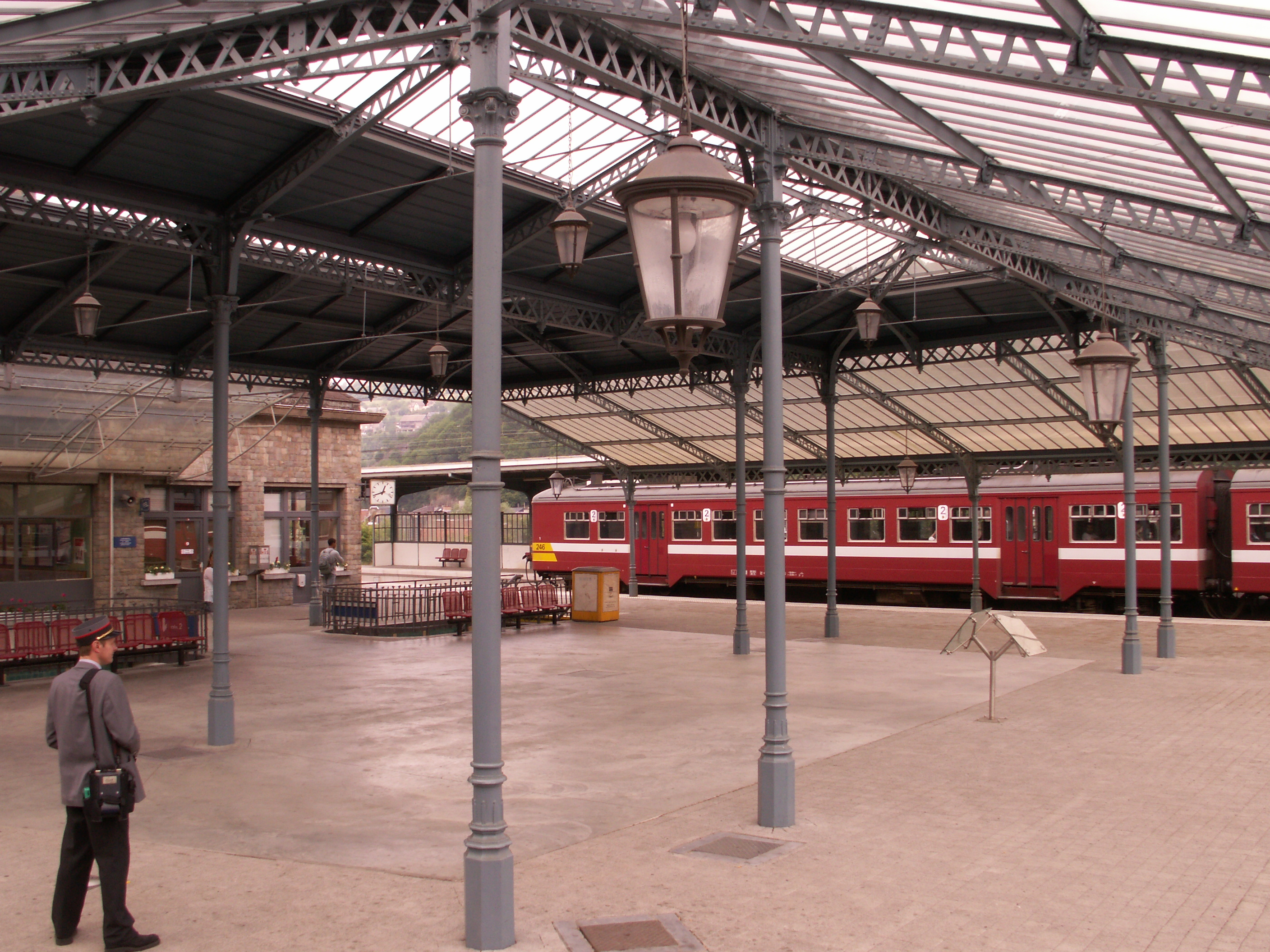
佩潘斯泰尔车站

### 构建初期
比利时是欧洲大陆首个构建了连贯铁路网络的国家。至1842年，比利时政府基本完成了对该国境内铁路的修建工作，并随后将经营权出售。最初获得经营权是主要是英国企业，作为法国北部铁路公司的附属公司运营，因此到最后约600公里长的国家铁路经营权均由私人公司所掌握。比利时政府于19世纪末将这些铁路购回，并成立了所谓的铁路管理局。至1900年，比利时铁路的密度已达每平方公里170米，远高于同期英格兰103米/平方公里、德国79米/平方公里和法国70米/平方公里的密度水平。在此期间，比利时已建成的铁路线包括：
- 梅赫伦－布鲁塞尔（1835年5月5日）
- 梅赫伦－安特卫普（1836年5月3日）

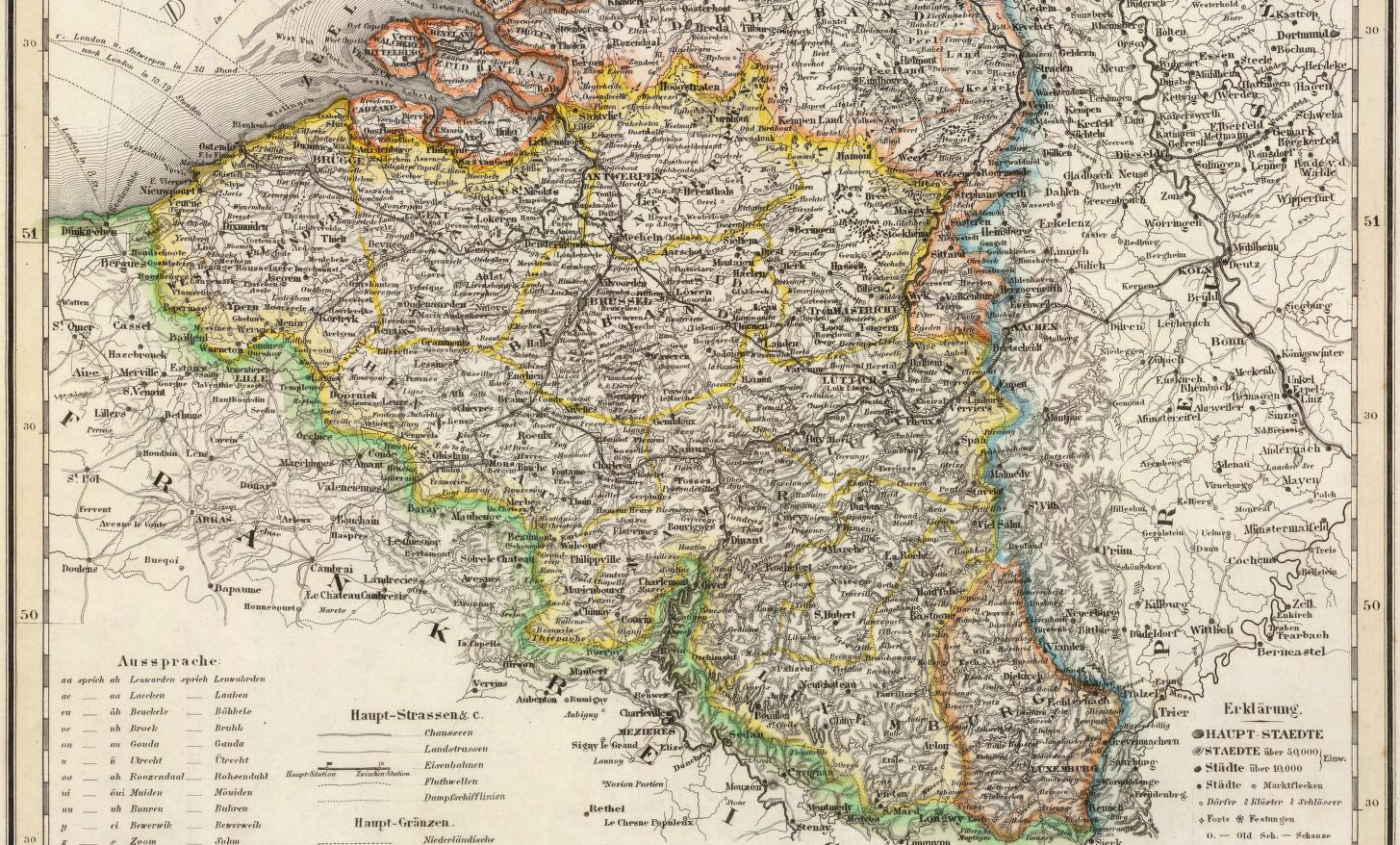
1844年的比利时铁路网络

- 梅赫伦－登德尔蒙德（1837年1月2日）－根特（1837年9月28日）－布鲁日（1838年8月22日）－奥斯坦德（1838年8月28日）
- 梅赫伦－鲁汶－蒂嫩（1837年9月10日）－昂斯（1838年，自1842年5月1日起可由此通往列日吉耶曼站）
- 根特－丹泽－科特赖克（1838年9月22日）
- 布鲁塞尔－瑞尔比斯－蒂比兹－蒙斯（1841年12月19日，自1842年8月7日可通往法国边境基耶夫兰）
- 列日－黑伯斯塔尔（1843年10月15日，可通往德国亚琛）
- 布鲁塞尔－吕特尔－沙勒罗瓦（1843年10月23日）
- 沙勒罗瓦－那慕爾（1843年10月23日）
- 瑞尔比斯－图尔奈（1848年11月11日）
- 沙勒罗瓦－蒙斯（1849年10月20日）
- 安特卫普－荷兰羅森達爾－奥登博斯（1854年6月）－荷兰鹿特丹（1876年5月1日）
- 布鲁塞尔－那慕爾（1856年4月14日）
- 布鲁塞尔－根特（1856年5月1日）
- 哈瑟尔特－荷兰马斯特里赫特（1856年10月1日）
- 那慕爾－阿爾隆（1858年10月7日）
- 列日－荷兰马斯特里赫特（1861年）
- 那慕爾－迪南（1862年7月1日）－法国日韦（1863年）
- 鲁汶－阿尔斯霍特－海伦塔尔斯（1863年）
- 阿尔斯霍特－迪斯特－哈瑟尔特（1865年7月1日）
- 马尔卢瓦－马尔什昂法梅讷－奥通－埃斯讷－昂格勒尔（1866年8月1日）
- 韦尔维耶－斯帕－特鲁瓦蓬－古维（1867年2月23日）
- 利布拉蒙－巴斯托涅（1869年11月15日）－古维（1885年）－圣菲特（1915年）
- 安特卫普-海尔-洛默尔-荷兰鲁尔蒙德-德国赖特（1879年）
- 列日-里瓦日-特鲁瓦蓬（1890年7月1日）

### 20世纪初-20世纪末

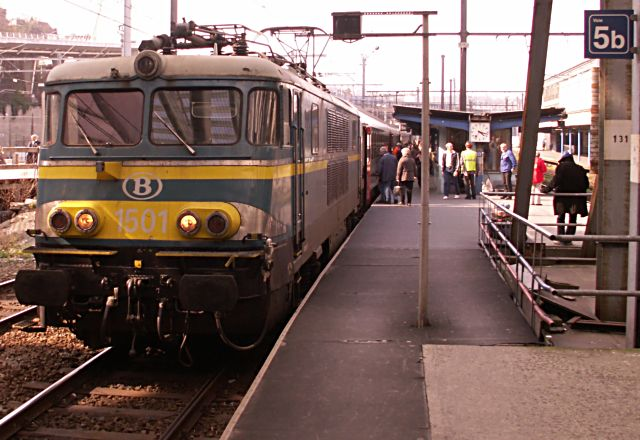
停靠于列日-吉耶曼车站的区际列车

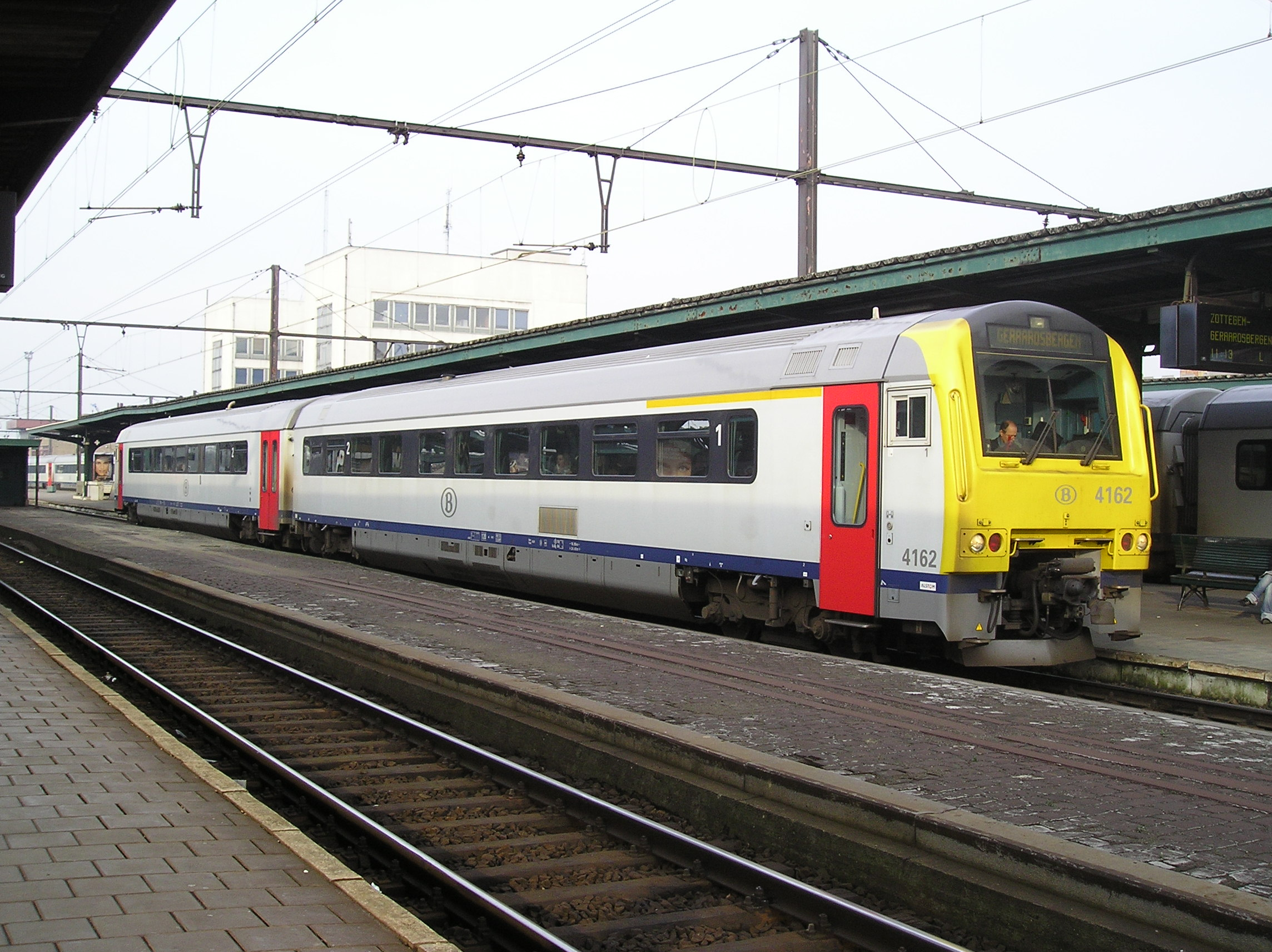
客运车厢采用多样化的配色方案

1914年，比利时正式成立国家铁路公司。它曾在1927年被私有化；并于第二次世界大战结束后又重新恢复国有。二战结束后，比利时的铁路职能开始被弱化，部分人口稀少地区的主线被关闭，取而代之的是更廉价的公共汽车，而一些在战争期间被摧毁的线路甚至已不再重建（如古维-圣菲特）。在20世纪80年代期间，比利时国铁开始大量增设尽管在当时使用率不高的车站，乡村地区的铁路运输也开始得到复兴，这比欧洲其它的铁路都要早，其开放了新的线路和具吸引力的车队。这样的例子包括安特卫普-下佩尔特和韦尔肯拉特-奥伊彭铁路。
同样在20世纪80年代，比利时国铁建立全国统一的城际列车和区际列车类别作为其长途运输网络。自1984年6月3日起，共有13条城际列车线路和16条区际列车线路在比利时的70座主要车站间运行。而在地方的短途运输网络中比利时国铁则统一分类为高峰列车和慢车类别。尽管等级位列城际列车及区际列车之后，但高峰列车仍是一种在中心城市如布鲁塞尔和安特卫普内运行的快车，只是其仅于6点-9点和16点-19点的繁忙时段运行。此外，在公众假期还开行有旅游列车。这套列车分类系统一直沿用至今，并在城际列车和区际列车网络中增加了若干线路。截至2007年，共设有15条城际列车线路和18条区际列车线路。

### 20世纪末至今

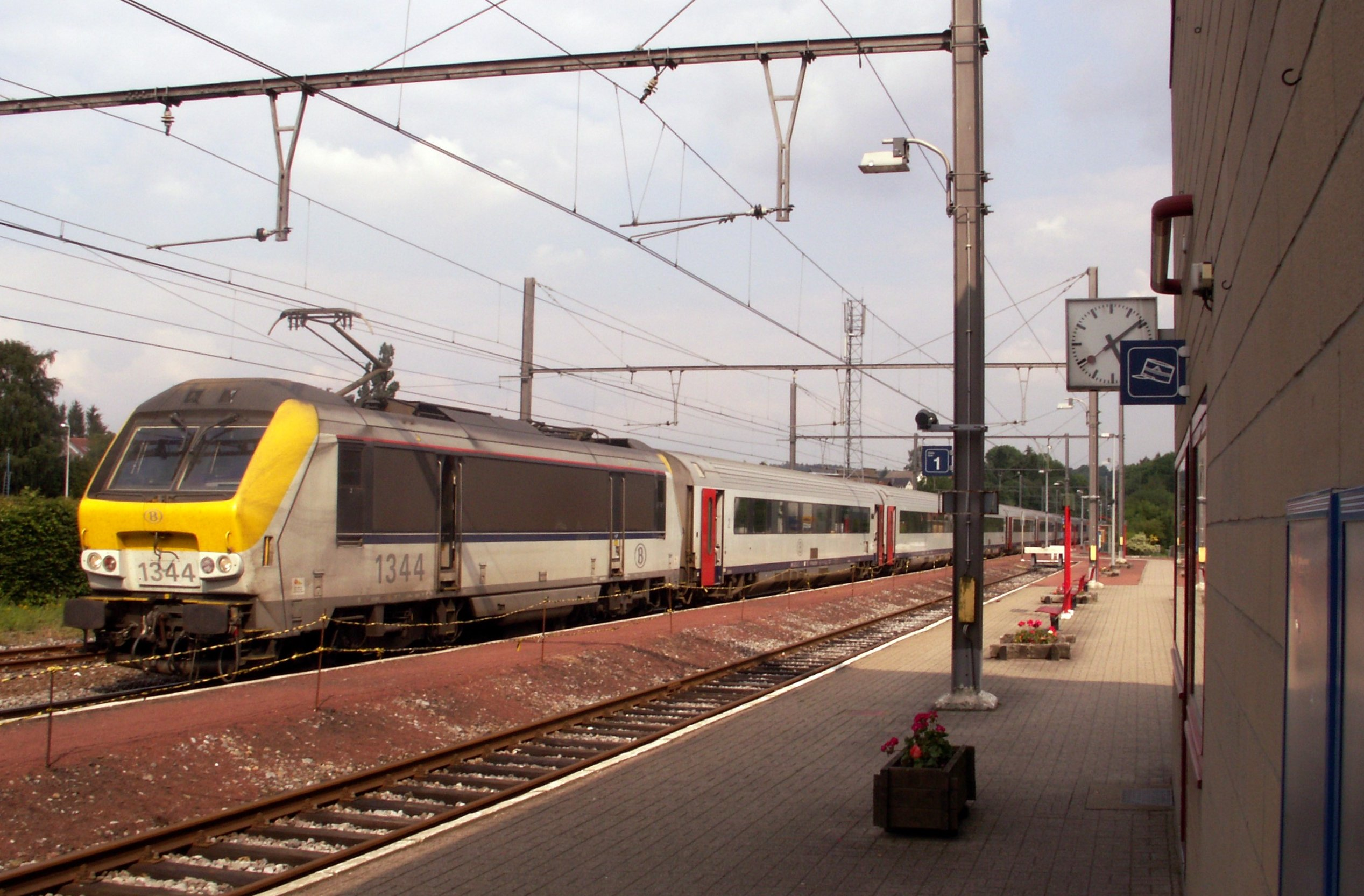
城际列车A线行驶于奥伊彭

自1991年以来，比利时国铁开始以自主经营的模式运营。作为欧盟要求各成员国进行铁路运输重组及开放改革的一部分，从2005年1月1日起，比利时的铁路运输实现自由化，比利时国铁成为一家独立的国有企业，并被拆分为三个业务部门：
- 比利时国铁控股集团（法语：SNCB-Holding）（作为上级组织负责监管下述两家公司的工作）
- 比铁基建（Infrabel，铁路网络及基建供应商）
- 比利时国铁（客运及货运服务供应商）

从本质上讲，此举是为了便于日后开放铁路货运及客运服务，以符合欧盟的相关规定。一些货运经营者自那时起获得了比利时铁路网络的经营权。2011年2月，比利时国铁物流（NMBS/SNCB Logistics）开始作为一个独立的业务运营，2015年私有化并更名为“B-Logistics”，2017年更名为“Lineas”。
2014年，比利时国铁控股集团并入比利时国铁。
为满足欧洲铁路运输的更多需求，比利时国铁决定在20世纪90年代修建完全新造的铁路线，例如布鲁塞尔-列日-亚琛高速铁路。并大规模的翻新其主要车站及进一步实施车队现代化。比利时国铁也因此成为欧洲之星、大力士高速列车以及铁合联盟的创始成员之一。
面对持续高企的财政赤字，2012年6月，比利时交通部长宣布了进一步的体制改革：比利时国铁控股集团再度分拆，比利时国铁（列车运营商）将从比铁基建（线路/基建运营商）完全独立。这项改革遭到工会的强烈反对，并组织铁路工人举行罢工抗议。同年12月，比利时国铁制定了2013至2025年铁路投资规划，拟在未来13年间投资约260亿欧元进行铁路改造，分别用于路网改造、完善安全设施、采购新型机车等项目。投资规划所需资金将主要由联邦财政提供。

### 电气化
1935年，比利时境内的首条电气化铁路在布鲁塞尔和安特卫普间建成，采用3000伏直流供电。自20世纪50年代以来，其电气化铁路发展曾有一段时期的滞后，比利时国铁由于成本的原因更倾向于使用柴油机车。然而与此同时人们亦渴望实现一个完整的电气化铁路网络。目前，比利时国铁所运营的绝大多数铁路网络仍维持使用3000伏直流电压。只有在少数经过现代化改造的线路和高速铁路中使用25千伏50赫兹的交流电。

## 铁路网络
比利时拥有世界上最密集的铁路网络之一，其网络密度为每平方公里112.6米，远高于欧盟每平方公里51.2米的平均水平。穿行于地下的六线铁路——布魯塞爾南北聯絡線每天约有1200次列车通过，成为世界上最繁忙的铁路隧道。2008年，比利时国铁共发送乘客2.07亿人次，运营里程为3536公里。其中2950公里为电气化铁路，主要使用3000伏直流电。使用25千伏50赫兹交流电的电气化铁路里程为351公里。铁路网络的扩展及维护由比铁基建负责。
比利时的高速铁路通常使用（法语）或（荷兰语）为名称标识，线路网络从首都布鲁塞尔径向延伸至法国（英国）、德国和荷兰边境：
| 线路   | 线路                                      | 限速         | 长度   | 运营年份 | 运营车辆              | 电力系统     | 安全系统  |
| ------ | ----------------------------------------- | ------------ | ------ | -------- | --------------------- | ------------ | --------- |
| 运营中 | 高铁1号线，布鲁塞尔-里尔（连接LGV北线）   | 300公里/小时 | 88公里 | 1997年   | TGV，欧洲之星，大力士 | 25千伏50赫兹 | TVM430    |
| 运营中 | 高铁2号线，鲁汶–昂斯（布鲁塞尔-列日铁路） | 300公里/小时 | 62公里 | 2002年   | 大力士，ICE，城际列车 | 25千伏50赫兹 | TBL 2     |
| 运营中 | 高铁3号线，榭内–瓦尔霍恩（列日-亚琛铁路） | 260公里/小时 | 42公里 | 2009年   | 大力士，ICE           | 25千伏50赫兹 | ETCS第2级 |
| 运营中 | 高铁4号线，安特卫普–鹿特丹（连接HSL南線） | 300公里/小时 | 40公里 | 2009年   | 大力士，城际列车      | 25千伏50赫兹 | ETCS第2级 |

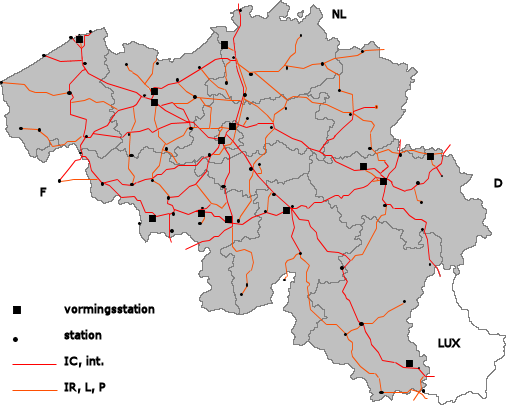
铁路网络
高速铁路网络

## 运营

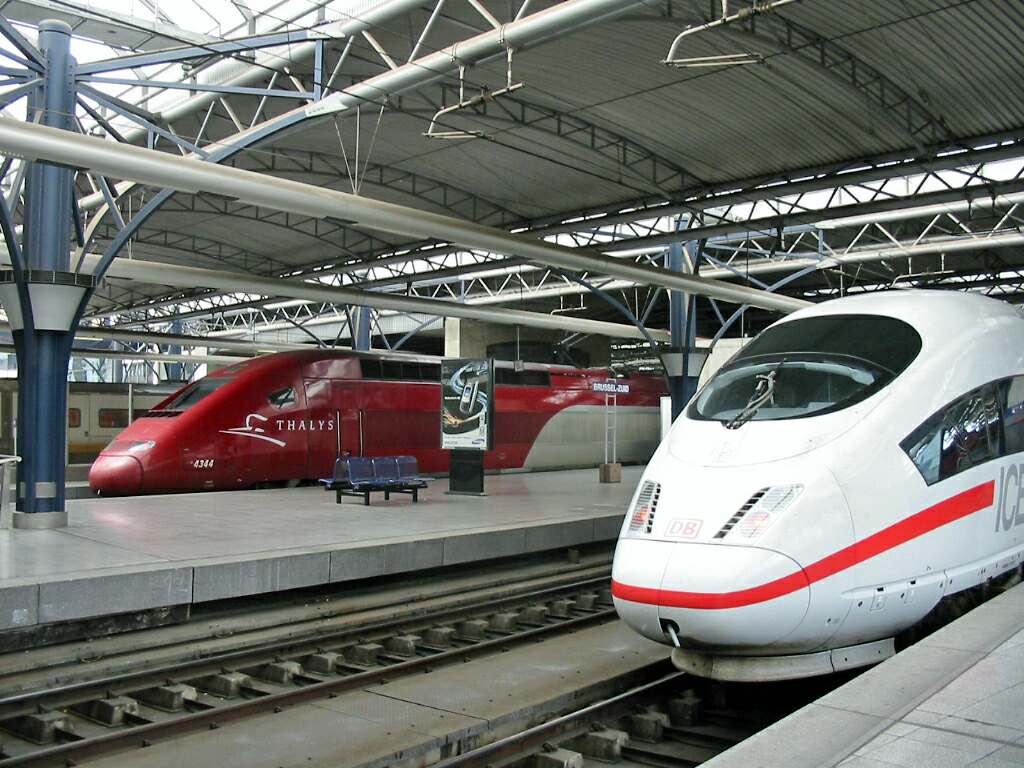
停靠于布鲁塞尔南站的TGV与ICE列车

比利时的铁路客运几乎完全由比利时国铁运营，此外它还经营着列日－亚琛、安特卫普－羅森達爾和列日－马斯特里赫特的跨境区域列车。连接德国至安特卫普港的货运铁路则由私营的迪伦及勒琼货运（Dillen en Lejeune Cargo）经营。
比利时国铁的列车类别包括：
- 大力士高速列车（Thalys）：提供前往巴黎、阿姆斯特丹、科隆和奥斯坦德的高速列车服务。
- 欧洲之星（Eurostar）：提供经英法海底隧道前往伦敦的高速列车服务。
- 城际特快列车（InterCityExpress，简称）：提供前往科隆和法兰克福的高速列车服务。
- 法国高速列车（Train à Grande Vitesse，简称）：提供前往法国南部的高速列车服务。
- 国际列车（或，简称）：提供每日两对布鲁塞尔－卢森堡－巴塞尔－苏黎世的国际列车服务。
- 城际列车（Intercity，简称）：提供名称由A至R的18条每小时1班的城际间列车，其站间距低于其它国家，平均时速70-90公里。
  - 旅游城际列车（ICT）：定位为旅游列车的城际列车。原称旅游列车（Train Touristiques，简称）
- 区际列车（Interregio，简称）：提供名称由A至R的18条每小时或两小时1班的境内区域列车。
- 高峰列车（或，简称）：类似区域快车，但仅在繁忙时段提供。
- 慢车（简称）：地方列车，提供基本的短途运输服务，与区域列车类似。
- 城市快铁（Cityrail，简称）：提供城市内的通勤列车服务。
- 区域快铁（Réseau Express Régional，简称）：布鲁塞尔的通勤列车（在建）[12]。

### 车资
除了大力士及ICE列车外，比利时国铁的长途及短途运输车票无须分开购买。其客运票价取决于最高速度超过150公里的距离。某些团体票（有些只可在特定日期的特定范围内）享受特定的折扣（长者、小童、残疾人、伤残军人等）。此外还有些特殊旅游的日票或周末票提供40%-60%的优惠折扣，例如在列日/亚琛/马斯特里赫特三角区内有效的“欧洲区票（EUREGIO-Ticket）”。通勤者所使用的月票可由雇主报销部分车资。另一种特殊的车票是铁路通票，乘客可以一张票进行10次的旅行（需要注明出发地及目的地、日期及星期），其中二等车厢的价格为76欧元，一等车厢的价格为117欧元。通票在始发站和终到站间的任意一点都有效，边境站除外。这一类型的车票也有年轻人的版本（年龄在25岁或以下），被称为，在二等车厢进行10次旅行仅需53欧元，并可在线以6.60欧元的价格购买单次旅行。在短距离线路（例如从奥伊彭至韦尔维耶，但不包括布鲁塞尔范围内）中，也有售价为20欧元（二等车厢）和30欧元（一等车厢）的“钥匙卡”，旅行次数同为10次。所有这些通票的有效期均为自购买之日起的一年内有效。